# John Dee
John Dee (Tower Ward, 13 de julio de 1527 – Mortlake, finales de 1608 o principios de 1609) fue un notorio matemático, astrólogo, ocultista, navegante, imperialista y consejero de la reina Isabel I de Inglaterra. Dedicó gran parte de su vida al estudio de la alquimia, la adivinación y la filosofía hermética. Por sus conocimientos que abarcan diversas disciplinas es considerado un polímata.
Reconocido por su erudición, fue invitado a disertar sobre álgebra en la Universidad de París cuando aún no superaba la veintena. Dee promovió las matemáticas y se interesó por la astronomía y la navegación, habiendo adiestrado a muchos de aquellos que llevarían a cabo viajes de descubrimiento para Inglaterra. En uno de los numerosos tratados que Dee escribió en los años 1580 alentando las expediciones británicas en busca del Paso del Noroeste, parece haber acuñado (o al menos introducido en imprenta) el término "Imperio británico".
Simultáneamente, Dee se sumergió en los mundos de la magia, la astrología y la filosofía hermética. Dedicó mucho tiempo y esfuerzo en los últimos treinta años de su vida a tratar de comunicarse con los ángeles a fin de aprender el lenguaje universal de la creación y lograr la unidad preapocalíptica de la humanidad. Estudiante del neoplatonismo renacentista de Marsilio Ficino, Dee no hacía distinción entre su investigación matemática y su estudio de la magia hermética, la invocación de ángeles y la adivinación. Consideraba por el contrario que todas sus actividades constituían diferentes facetas de la misma búsqueda: la indagación de una comprensión trascendente de las formas divinas que subyacen al mundo visible, que Dee llamaba "verdades puras".
La reputación de Dee como erudito le permitió desempeñar un papel en la política inglesa. Sirvió como asesor ocasional y tutor de Isabel I y cultivó relaciones con sus ministros Francis Walsingham y William Cecil. Dee también instruyó y disfrutó de relaciones de patronazgo con Philip Sidney, su tío Robert Dudley, I conde de Leicester y Edward Dyer. También disfrutó del patronazgo de Christopher Hatton.
A lo largo de su vida Dee acumuló la biblioteca más grande de Inglaterra y una de las más grandes en Europa.

## Biografía

### Primeros años
John Dee nació en Tower Ward, Londres, en el seno de una familia galesa, cuyo apellido deriva del galés du ("negro"). Su padre Roland fue un mercero y cortesano menor. La familia de Dee llegó a Londres a raíz de la coronación del galés Henry Tudor como Enrique VII.
Dee asistió al Chelmsford Catholic School desde 1535 (ahora King Edward VI Grammar School) y después – desde noviembre de 1542 a 1546 – al St. John's College, Cambridge. Sus grandes habilidades fueron reconocidas, siendo nombrado miembro fundador del Trinity College, donde los efectos de la aguda escenificación que realizó para una producción de La Paz de Aristófanes le procuraron la reputación de ser un mago que se adhirió a él de por vida. Durante los últimos años de la década de 1540 y los primeros de la de 1550, viajó por Europa, estudiando en Lovaina (1548) y Bruselas y disertando en París sobre Euclides. Estudió con Gemma Frisius y se convirtió en un amigo íntimo del cartógrafo Gerardus Mercator, regresando a Inglaterra con una importante colección de instrumentos matemáticos y astronómicos. En 1552, conoció a Gerolamo Cardano en Londres: durante su amistad investigaron una máquina de movimiento perpetuo así como una joya que pretendía tener propiedades mágicas.
Rector en Upton-upon-Severn desde 1553, a Dee le fue ofrecido el cargo de profesor adjunto en matemáticas en Oxford en 1554, que declinó citando el énfasis de las universidades inglesas en la retórica y la gramática (las cuales, junto a la lógica conformaban el trivium académico) en detrimento de la filosofía y la ciencia (el más avanzado quadrivium, compuesto de aritmética, geometría, música y astronomía) como ofensivo; estaba ocupado con la escritura y quizá con la esperanza de una mejor posición en la corte. En 1555, Dee se convirtió en un miembro del Worshipful Company of Mercers, como su padre, a través del sistema de patrimonio de la compañía.
Ese mismo año, 1555, fue arrestado y acusado de calcular horóscopos de la reina María I de Inglaterra y la princesa Isabel. Los cargos fueron luego elevados a traición a María. Dee compareció en la Cámara estrellada y se exoneró a sí mismo. Pero fue entregado al obispo católico Edmund Bonner para un examen religioso. Su fuerte y perdurable inclinación al secreto tal vez empeoraba las cosas, este íntegro episodio fue sólo el más dramático de una serie de ataques y difamaciones que perseguirían a Dee a lo largo de su vida. Limpiando su nombre una vez más, pronto se convertiría en un estrecho colaborador de Bonner.
Dee se presentó a la reina María con un visionario plan de preservación de antiguos libros, manuscritos y archivos y la fundación de una biblioteca nacional, en 1556, pero su propuesta no fue aceptada. En cambio, amplió su biblioteca personal en su casa de Mortlake, adquiriendo incansablemente libros y manuscritos en Inglaterra y en el continente europeo. La biblioteca de Dee, un centro de aprendizaje fuera de las universidades, llegó a ser la más grande en Inglaterra y atrajo muchos estudiosos.
Cuando Isabel subió al trono en 1558, Dee se convirtió en su consejero de confianza en asuntos astrológicos y científicos, eligiendo él mismo el día de su coronación. De la década de 1550 a la de 1570, sirvió como consejero en los viajes de descubrimiento de Inglaterra, proporcionando asistencia técnica en navegación y apoyo ideológico en la creación de un "Imperio británico", término que fue el primero en usar. Dee escribió una carta a William Cecil, primer barón de Burghley en octubre de 1574 buscando mecenazgo. Afirmó tener conocimiento oculto del tesoro de Welsh Marches, y de valiosos manuscritos antiguos guardados en Wigmore Castle, conociendo que los antepasados de Lord Treasurer venían de esta área. En 1577, Dee publicó General and Rare Memorials pertayning to the Perfect Art of Navigation, una obra en la que proponía su visión de un imperio marítimo y hacía valer las demandas territoriales inglesas en el Nuevo Mundo. Dee fue presentado a Humphrey Gilbert, siendo próximo a Sir Philip Sidney y su círculo.

Glifo de Dee, cuyo significado expone en su obra La mónada jeroglífica.

En 1564, Dee escribió la obra hermética Monas Hieroglyphica ("La mónada jeroglífica"), una exhaustiva interpretación cabalística de un glifo de su propio diseño, queriendo expresar la unidad mística de toda la creación. Viajó a Hungría a presentar personalmente una copia a Maximiliano II de Habsburgo. Esta obra fue muy apreciada por muchos de los contemporáneos de Dee, pero la pérdida de la tradición oral secreta del entorno de Dee hace difícil hoy su trabajo de interpretación. En una edición de la popular serie de televisión "QI" proyectada inicialmente en la BBC1 el 2 de abril de 2010, el anfitrión Stephen Fry declaró que el código '007' usado para referirse a James Bond se derivó de este glifo.
Publicó en 1570 un Prefacio matemático a la traducción inglesa de Henry Billingsley de los Elementos de Euclides, argumentando la importancia central de las matemáticas y esbozando la influencia de estas en las otras artes y ciencias. Destinado a un público fuera de las universidades, resultó ser la obra de Dee más influyente y ampliamente reproducida.

### Imperialista británico
Desde 1570 Dee abogó por una práctica de fortalecimiento político y económico de Inglaterra y de expansión imperial en el Nuevo Mundo. En su manuscrito, Brytannicae reipublicae synopsis (1570), perfiló el estado corriente de la época isabelina y estuvo preocupado por el comercio, éticas y fortaleza nacional.
Su General and rare memorials pertayning to the Perfect Arte of Navigation de 1576, fue el primer volumen de una serie inconclusa planeada para defender el aumento de la expansión imperial. En el frontispicio altamente simbólico, Dee incluye una figura de Britannia arrodillada a la orilla suplicando a Isabel I, para proteger su imperio mediante el fortalecimiento de su marina. Dee usó la inclusión de Irlanda de Godofredo de Monmouth en las conquistas imperiales del Rey Arturo para argumentar que Arturo había establecido un 'Imperio británico' en el extranjero. Argumenta además que Inglaterra explota nuevas tierras mediante la colonización y que esta visión podría hacerse realidad a través de la supremacía marítima. Al hacer estos argumentos, a Dee se le atribuye el primer uso en inglés de los términos Islas Británicas e Imperio británico.
Dee colocó una reclamación formal de Norteamérica en la parte posterior de un mapa dibujado en 1577-80; registró Alrededor de 1494 Mr. Robert Thorn su padre, y Mr. Eliot of Bristow, hallaron tierra recién descubierta. En su Title Royal de 1580, inventó la afirmación de que Madog ab Owain Gwynedd había descubierto América intentando demostrar que la reclamación de Inglaterra hacia el Nuevo Mundo era más fuerte que la de España. Asimismo, afirmó que Brutus of Britain y el Rey Arturo así como Madog habían conquistado tierras en las Américas y por lo tanto su heredera Isabel I tenía una reclamación prioritaria allí.

### Vida posterior
Hacia los primeros años de la década de 1580, Dee estaba cada vez más disconforme con su progreso en el aprendizaje de los secretos de la naturaleza y con su propia falta de influencia y reconocimiento. Empezó a volverse hacia lo sobrenatural como un medio de adquirir conocimiento. Específicamente, buscó ponerse en contacto con ángeles a través del uso de un "scryer" o bola de cristal, que actuaría como un intermediario entre Dee y los ángeles.

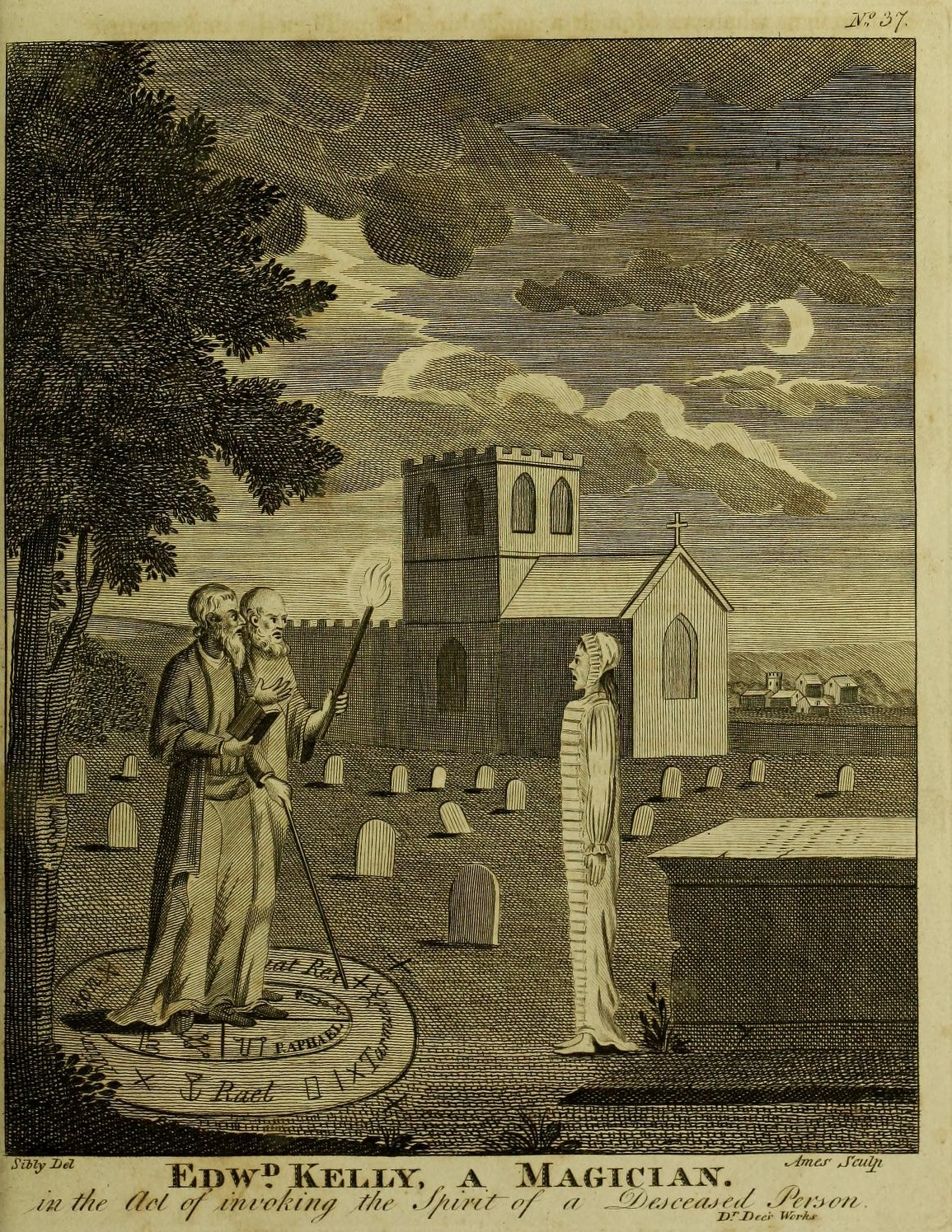
John Dee y Edward Kelly evocando un espíritu.

Los primeros intentos de Dee no fueron satisfactorios, pero, en 1582 conoció a Edward Kelly (entonces bajo el nombre de Edward Talbot), quien lo impresionó enormemente por sus capacidades. Dee tomó a Kelly bajo su servicio y comenzó a invertir todas sus energías en sus propósitos sobrenaturales. Estas "conferencias espirituales" o "acciones" fueron conducidas con un aire de intensa piedad cristiana, siempre después de períodos de purificación, oración y ayuno. Dee estaba convencido de los beneficios que podrían aportar a la humanidad. (El carácter de Kelly es más difícil de evaluar: algunos han concluido que actuó con completo cinismo, pero la ilusión y el autoengaño no son inadmisibles. La "producción" de Kelly es notable por su enorme cuantía, complejidad y viveza.) Dee sostuvo que los ángeles le dictaron laboriosamente varios libros de este modo, alguno en un lenguaje especial angélico o idioma enoquiano.
En 1583, Dee se reunió con el noble polaco Albert Łaski, quien invitó a Dee a acompañarlo en su regreso a Polonia. Con alguna instigación por los ángeles, Dee fue convencido para ir. Dee, Kelly y sus familias partieron hacia el Continente en septiembre de 1583, pero Łaski resultó estar en bancarrota y desprovisto de todo favor en su propio país. Dee y Kelly comenzaron una vida nómada en Europa Central, pero continuaron sus conferencias espirituales, que Dee registraba meticulosamente. Tuvo audiencias con el emperador Rodolfo II y el rey Esteban I Báthory de Polonia y trató de convencerlos de la importancia de sus comunicaciones angelicales. Particularmente interesante fue su encuentro con el rey polaco Esteban. El evento tuvo lugar en el castillo real en Niepołomice (cerca de Cracovia, entonces la capital de Polonia) y siendo más tarde ampliamente analizado por historiadores polacos (Ryszard Zieliński, Roman Żelewski, Roman Bugaj) y escritores (Waldemar Łysiak). Mientras mayoritariamente lo aceptaron como un hombre de amplio y profundo conocimiento señalaron también sus conexiones con la monarca inglesa Isabel. Esto los incitó a concluir que la reunión podría haber ocultado objetivos políticos. No obstante, el rey polaco que, siendo un devoto católico, era muy cauteloso de cualquier medio sobrenatural, comenzó la reunión con una declaración de que todas las revelaciones proféticas fueron ultimadas con la misión de Jesucristo. También hizo hincapié en que iba a participar en el evento siempre que no hubiera nada en contra de la enseñanza de la Iglesia católica.
Durante una conferencia espiritual en Bohemia, en 1587, Kelly le informó a Dee que el ángel Uriel había ordenado que los dos hombres debían compartir sus esposas. Kelly, quien por entonces se estaba convirtiendo en un prominente alquimista y era mucho más codiciado que Dee, pudo haber querido utilizar esto como una forma de terminar con las conferencias espirituales. La orden causó en Dee gran angustia, pero no dudó de su autenticidad y aparentemente permitió seguir adelante, pero interrumpió las conferencias inmediatamente después y no vio a Kelly de nuevo. Dee regresó a Inglaterra en 1589.

### Últimos años
Dee regresó a Mortlake después de seis años para encontrar su biblioteca en ruinas y muchos de sus preciados libros e instrumentos robados. Buscó el apoyo de Isabel, que finalmente lo hizo director del Christ's College, Mánchester, en 1595. Este antiguo colegio de sacerdotes había sido restablecido como una institución protestante por un Decreto Real de 1578.
Sin embargo, no podría ejercer mucho control sobre los becarios, que lo despreciaron o engañaron. Al principio de su mandato, fue consultado sobre la posesión demoníaca de siete niños, pero tomó poco interés en el asunto, aunque permitió a los involucrados consultar su aún extensa biblioteca.
Dejó Mánchester en 1605 para regresar a Londres, sin embargo siguió siendo director hasta su muerte. Para entonces, Isabel había muerto, y Jacobo I, indiferente a todo lo relacionado con lo sobrenatural, no proveyó ayuda alguna. Dee pasó sus últimos años en la pobreza en Mortlake, obligado a vender varias de sus posesiones para mantenerse a sí mismo y a su hija, Katherine, quien cuidó de él hasta el final. Murió en Mortlake a finales de 1608 o principios de 1609 a la edad de 82 años (no existen expedientes de la fecha exacta ya que tanto los registros parroquiales como la lápida de Dee han desaparecido).

### Vida personal
Dee se casó dos veces y tuvo ocho hijos. Los detalles de su primer matrimonio son incompletos, pero es probable que hubiese estado casado desde 1565 hasta la muerte de su esposa, en torno a 1576. Desde 1577 hasta 1601 Dee guardó un diario meticuloso. En 1578 se casó con Jane Fromond de veintitrés años de edad (Dee tenía por entonces cincuenta y uno). Ella debía ser la esposa que Kelly reclamó, tal y como el ángel Uriel había demandado que él y Dee compartirían, y aunque Dee accedió durante algún tiempo finalmente causó la separación de la compañía de los dos hombres. Jane murió durante la plaga en Mánchester y fue enterrada en marzo de 1604, junto con varios de sus hijos: Theodore se sabe que murió en Mánchester, si bien no existen registros de sus hijas Madinia, Frances y Margaret después de este tiempo, Dee había dejado de guardar su diario en ese momento. Su hijo mayor fue Arthur Dee, de quien Dee escribió una carta a su director en la Westminster School, que se hace eco de las preocupaciones parentales referentes al internado en cada siglo; Arthur fue también un alquimista y autor hermético. El anticuario John Aubrey da la siguiente descripción de Dee: "Era alto y delgado. Llevaba un vestido como el traje de un artista, con mangas colgando, y una comisura... Una bella, lúcida complexión sanguínea... una larga barba tan blanca como la leche. Un hombre bien parecido".

## Logros

### Pensamiento
Dee fue un cristiano intensamente piadoso, pero su cristianismo estaba profundamente influido por el hermetismo y las doctrinas platónico-pitagóricas que impregnaron todo el Renacimiento. Creía que los números eran la base de todas las cosas y la llave del conocimiento, que la creación de Dios fue un acto de numeración. Partiendo del hermetismo, extrajo la creencia de que el hombre tenía el potencial del poder divino, y pensaba que dicho poder podría ser ejercitado a través de las matemáticas. Su magia angélica cabalística (que era fuertemente numerológica) y su trabajo en matemáticas prácticas (para navegación, por ejemplo) eran para él los extremos elevado y mundano del mismo espectro, no las actividades contrapuestas que muchos podrían considerar hoy en día. Su objetivo final era ayudar a la formación de una religión mundial unificada a través de la sanación de la brecha existente entre las Iglesias católica y protestante y la recuperación de la teología pura de la antigüedad.

### Reputación y relevancia
Unos diez años después de la muerte de Dee, el anticuario Robert Cotton compró tierras alrededor de la casa de Dee y comenzó a cavar en busca de papeles y artefactos. Descubrió varios manuscritos, sobre todo los registros de las comunicaciones angelicales de Dee. El hijo de Cotton entregó estos manuscritos al estudioso Méric Casaubon, quien los publicó en 1659, junto con una larga introducción crítica de su autor, A True & Faithful Relation of What passed for many Yeers between Dr. John Dee (A Mathematician of Great Fame in Q. Eliz. and King James their Reignes) and some spirits. Al ser la primera revelación pública de las conferencias espirituales de Dee, el libro fue sumamente popular y se vendió rápidamente. Casaubon, que creía en la existencia de los espíritus, argumentó en su introducción que Dee estaba actuando como instrumento involuntario de malos espíritus cuando creía que se estaba comunicando con ángeles. Este libro es en gran parte responsable de la imagen, frecuente durante los dos siglos y medio siguientes, de Dee como un crédulo y fanático engañado.
Hacia la misma época en la que fue publicada la True and Faithful Relation, miembros del movimiento rosacruz reclamaron a Dee como uno de sus afiliados. Existe la duda, sin embargo, de que un movimiento rosacruz organizado existiese en vida de Dee, y no hay evidencia de que perteneciera a ninguna fraternidad secreta. La reputación de Dee como mago y la vívida historia de su asociación con Edward Kelly han hecho de él una figura aparentemente irresistible para fabulistas, escritores de novelas de terror y magos modernos. Esa información falsa y a menudo fantástica sobre Dee oscurece los hechos de su vida, notables en sí mismos.
Una revaluación del carácter e importancia de Dee tuvo lugar en el siglo XX, en gran parte como resultado del trabajo de la historiadora Frances Yates, quien aportó un nuevo enfoque sobre el papel de la magia en el Renacimiento y el desarrollo de la ciencia moderna. Como resultado de esta revaluación, Dee es visto actualmente como un estudioso serio y apreciado como uno de los hombres más cultos de su época.
Su biblioteca personal en Mortlake fue la más grande en el país, y fue considerada una de las mejores en Europa, quizás sólo superada por la de Jacques Auguste de Thou. Además de ser asesor astrológico y científico de Isabel y su corte, fue un temprano defensor de la colonización de América del Norte y un visionario de un Imperio Británico extendiéndose por el Atlántico Norte. El término "Imperio Británico" fue de hecho acuñado por Dee.
Dee promovió las ciencias de la navegación y la cartografía. Estudió en estrecha colaboración con Gerardus Mercator, y poseyó una importante colección de mapas, globos e instrumentos astronómicos. Desarrolló nuevos instrumentos así como técnicas especiales de navegación para su uso en las regiones polares. Dee sirvió como asesor de los viajes de descubrimiento ingleses, y seleccionó pilotos personalmente y los entrenó en la navegación.

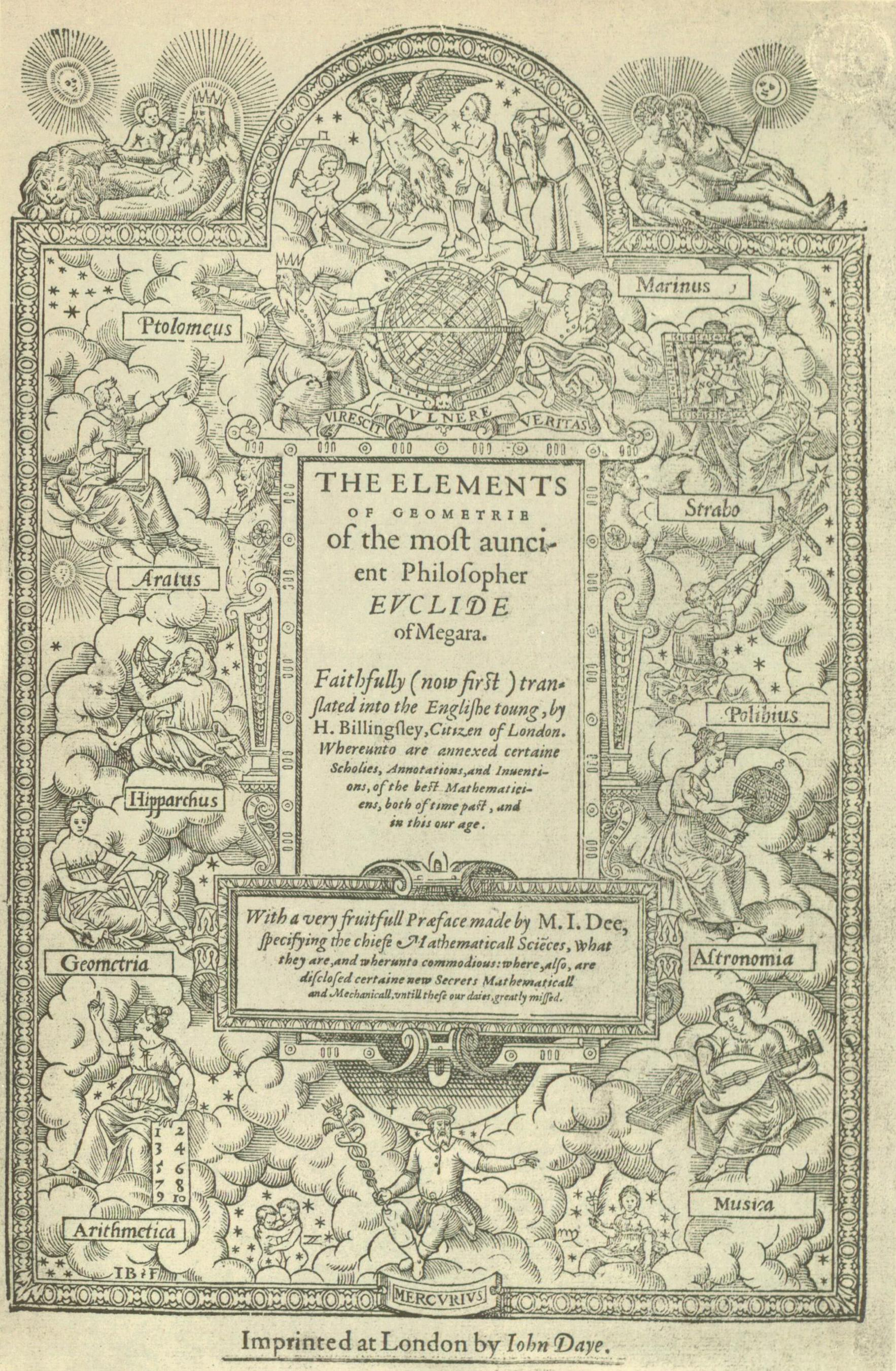
Elementos de Euclides.

Creía que las matemáticas (que entendía místicamente) eran centrales para el progreso del aprendizaje humano. La posición central de las matemáticas en la visión de Dee hace de él hasta tal punto más moderno que Francis Bacon, aunque algunos estudiosos creen que Bacon restó importancia deliberadamente a las matemáticas en la atmósfera antiocultista del reinado de Jacobo I. Cabe señalar, sin embargo, que la visión que tenía Dee de la función de las matemáticas es radicalmente diferente de nuestro punto de vista contemporáneo.
La promoción de las matemáticas por Dee fuera de las universidades fue un logro práctico que perduró en el tiempo. Su Prefacio matemático a Euclides buscaba incitar al estudio y la aplicación de las matemáticas a aquellos sin educación universitaria, y fue muy popular e influyente entre los "mecanicistas": la nueva y creciente clase de especialistas técnicos y artesanos. El prefacio de Dee incluía demostraciones de los principios matemáticos que los lectores podrían realizar por sí mismos.
Dee fue amigo de Tycho Brahe y estuvo familiarizado con el trabajo de Nicolás Copérnico. Muchos de sus cálculos astronómicos se basaron en hipótesis copernicanas, pero nunca adoptó abiertamente la teoría heliocéntrica. Dee aplicó la teoría copernicana al problema de la reforma del calendario. Sus sólidas recomendaciones no fueron aceptadas, sin embargo, por razones políticas.
Ha sido asociado a menudo con el Manuscrito Voynich. Wilfrid M. Voynich, quien compró el manuscrito en 1912, sugirió que Dee pudo haber sido dueño del manuscrito y habérselo vendido a Rodolfo II. Los contactos de Dee con Rodolfo fueron sin embargo mucho menos extensos de lo que se había pensado previamente, y los diarios de Dee no muestran evidencia de la venta. Dee fue conocido, sin embargo, por haber poseído una copia del Libro de Soyga, otra obra cifrada.
A petición de Isabel I Dee abrazó el viejo mito galés del 'Príncipe Madog' para reclamar Norteamérica. La conocida historia hablaba de un joven príncipe galés que descubrió América en 1170, más de trescientos años antes del viaje de Cristóbal Colón en 1492. El hecho fue, sin embargo, que Isabel I mostró poco interés por el Nuevo Mundo y las esperanzas de Dee resultaron prematuras.

### Artefactos
El Museo Británico posee varios objetos pertenecientes a Dee relacionados con las conferencias espirituales:
- El espéculo o espejo de Dee (un objeto de culto azteca de obsidiana con forma de espejo de mano, traído a Europa a finales de la década de 1520), que posteriormente perteneció a Horace Walpole.
- Los pequeños sellos utilizados para soportar las patas de la "mesa de práctica" de Dee (mesa en la que se realizaba la visión).

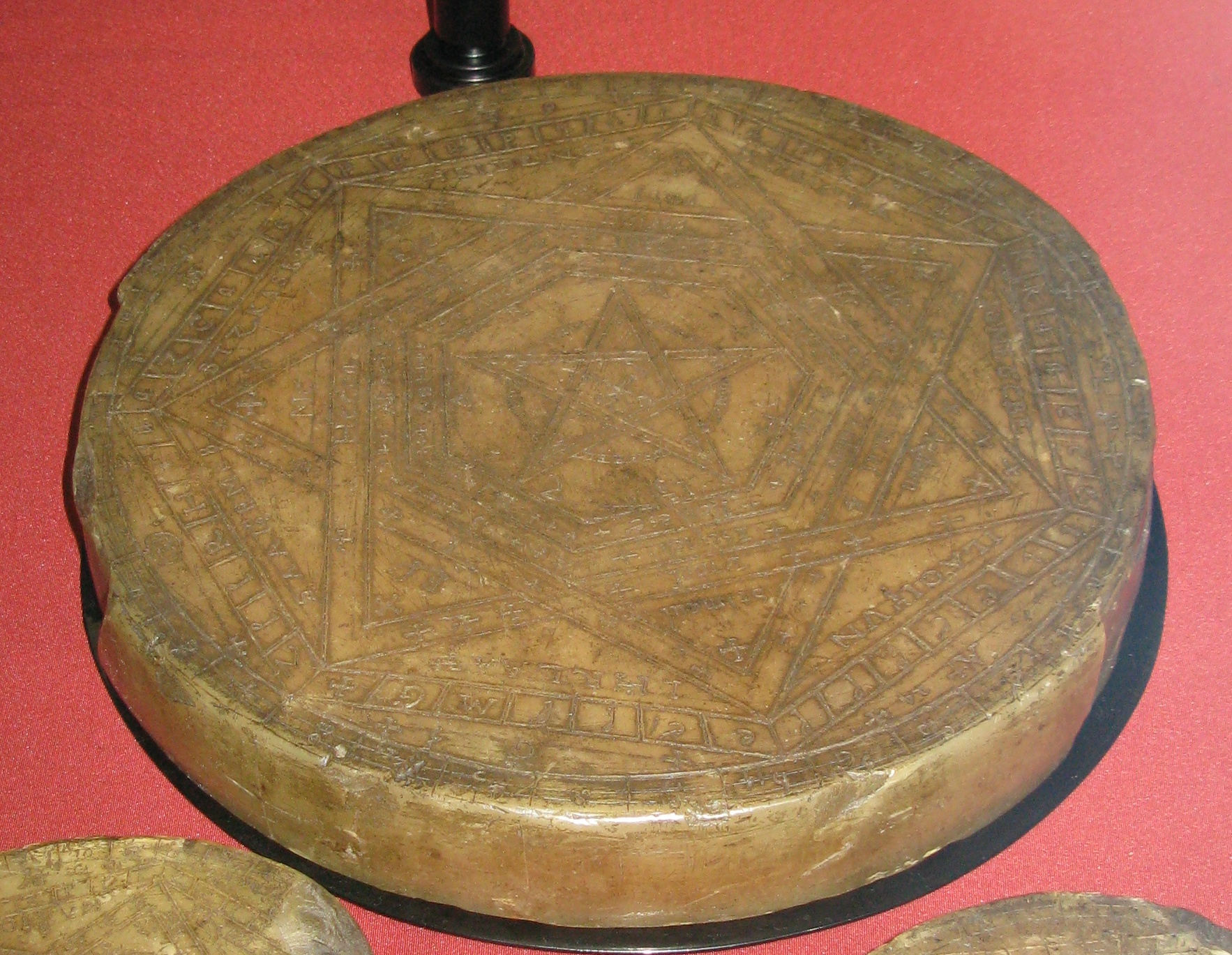
El "Sello de Dios".

- El voluminoso, elaboradamente decorado "Sello de Dios" de cera, usado para soportar la "piedra que muestra", la bola de cristal utilizada para la visión.
- Un amuleto de oro grabado con una representación de una de las visiones de Kelly.
- Un globo de cristal, de seis centímetros de diámetro. Este artículo permaneció inadvertido durante muchos años en la colección mineral; posiblemente perteneció a Dee, pero la procedencia de este objeto es menos certera que la de los otros.[57]

En diciembre de 2004, tanto una "piedra que muestra" (una piedra utilizada para la visión) perteneciente con anterioridad a Dee como una explicación de su uso de mediados de la década de 1600 escrita por Nicholas Culpeper fueron robadas del Museo de Ciencias de Londres; fueron recuperadas poco tiempo después.

## John Dee en la literatura
Dee fue una figura popular en las obras literarias escritas por sus propios contemporáneos, y ha continuado figurando en la cultura popular desde entonces, particularmente en ficción o fantasía ubicada durante su vida o aquello que trata de la magia o el ocultismo.
Siglos XVI y XVII
- Edmund Spenser puede referirse a Dee en The Faerie Queene.[59]
- William Shakespeare pudo haber modelado el carácter de Próspero en La tempestad (1610-1611) sobre Dee.[36]
- Ben Jonson pudo haber utilizado a Dee como base para el carácter de Subtle en su obra El alquimista (1610), que incluye una sesión de videncia durante la cual los espíritus dan el nombre de Dee.

Siglo XIX
- El novelista gótico anglo-irlandés Charles Maturin se refiere a Dee y Kelly en su novela Melmoth the Wanderer (1820).
- Dee y Kelly aparecen juntos en Mánchester en la novela de William Harrison Ainsworth Guy Fawkes (1841), en la que exhuman el cuerpo de Elizabeth Ortyn, y muestran a Fawkes una visión de sus próximas tribulaciones.

Siglo XX
- John Dee es uno de los principales personajes en la novela de Gustav Meyrink El ángel de la ventana de occidente (1927).
- La historia corta El horror de Dunwich (1929) de H. P. Lovecraft acredita a John Dee con la traducción del Necronomicón al inglés.
- En la novela de Dorothy Dunnett The Ringed Castle (1971), Dee es representado como un matemático y astrólogo que ayuda a la entonces princesa Isabel (más tarde Isabel I) en sus intrigas varias.
- En la novela de Michael Moorcock Gloriana, or The Unfulfill'd Queen (1978), Dee es el único personaje extraído de la historia real en una historia alternativa que reimagina el reino de la reina Isabel I como el de la reina Gloriana I de Albion, emperatriz de Asia y Virginia.
- La secuencia de cuatro novelas de John Crowley Ægypt (1987–2007) incluye a John Dee, Edward Kelly y Giordano Bruno como personajes principales.
- En la novela de Umberto Eco El péndulo de Foucault (1988), Dee es un personaje central en "El plan" (la conspiración global de la que se ocupa el libro) y en una ficción que lo concierne creada por Belbo, uno de los personajes principales.
- Dee es un personaje secundario pero importante en The Armor of Light, una novela contrafactual situada en las cortes de Isabel I y Jacobo I por Melissa Scott y Lisa A. Barnett (1988).
- Dee es un personaje principal en la novela de Peter Ackroyd The House of Doctor Dee (1993), que se centra en un joven historiador que forma un enlace psíquico con Dee después de heredar su casa de Londres.
- Dee aparece como un personaje en Jubilee (1977) de Derek Jarman, interpretado por Richard O'Brien.
- La canción "The Alchemist" del álbum "The Final Frontier" de la banda británica "Iron Maiden" está basada en John Dee.

Novelas del siglo XXI
- Armin Shimerman y Michael Scott novelan la vida de Dee en la serie de libros juveniles Merchant Prince (2000-03), proporcionando una base en la ciencia ficción para la supuesta magia de Dee.
- Dee es un personaje principal en la novela de Robin Jarvis Deathscent (2001).
- La novela de Lisa Goldstein The Alchemist's Door (2002) presenta a Dee como el personaje principal, con su socio Edward Kelly apareciendo como un villano.
- En John Dee, Jenny Everywhere, Round One (2003), Woody Evans sitúa al Dr. Dee en conflicto con Jenny Everywhere en una sala oculta de techno dance.
- Dee, conocido como El caminante, es el principal antagonista de la novela para niños de Charlie Fletcher Corazón de piedra (2006) y sus secuelas Mano de hierro (2008) y Lengua de plata (2009).
- Dee es uno de los principales antagonistas de la serie fantástica en seis volúmenes de Michael Scott Los secretos del inmortal Nicolás Flamel, incluyendo El alquimista (2007) y El mago (2008).
- John Dee es el personaje central en la novela de crimen histórico del autor británico Phil Rickman The Bones of Avalon (2010), situada en la Inglaterra isabelina.
- En la novela de Natasha Mostert Season of the Witch las dos hermanas se supone que son descendientes de John Dee.
- La serie Stravaganza de Mary Hoffman cuenta con un personaje llamado William Dethridge que Hoffman dice estar basado libremente en Dee.
- En la novela "El Laberinto de la Rosa" de Titania Hardie se plantea a los protagonistas como sus descendientes, además de que buscan sus trabajos conocidos como "Conversaciones con los Angeles" donde puede estar la clave para la segunda llegada de Cristo.
- La trama de la novela "El ángel perdido" (2011), de Javier Sierra, gira en torno a unas piedras usadas por Dee en su intento de comunicar con los ángeles.

Películas y otros formatos del siglo XXI
- Dee tiene una breve aparición en la aventura gráfica Broken Sword II: Las fuerzas del mal (1997).
- Dee figura como el padre del personaje Ella en la serie de televisión de Sky 1 Hex (2004-05).
- Dee es un personaje del audiodrama A Storm of Angels (2005) basado en la serie Doctor Who.
- Dee juega un papel breve pero importante en la novela gráfica sindicada de Alan Moore Promethea, donde reside en la tercera sefirot, Biná, de una interpretación hermética de la Cabalá, guiando al personaje central en su camino hacia Kéter (2005).
- Dee aparece como un personaje de Elizabeth: la edad de oro (2007) junto a Isabel I representada por Cate Blanchett.
- John Dee aparece como un personaje central en Vampire a Go-Go de Victor Gischler (2009).
- Dee es el personaje principal de la obra de 2012 Dr Dee: An English opera, creada por el director teatral Rufus Norris y el músico Damon Albarn.
- La obra Burn Your Bookes, de Richard Byrne, examina la relación entre John Dee, Edward Kelly y Edward Dyer.[60]
- El grupo Iron Maiden dedica en su último disco The Final Frontier la canción The Alchemist al Doctor Dee.
- John Dee aparece mencionado en el videojuego Uncharted 3: La traición de Drake. El astrolabio usado por el protagonista se atribuye a John Dee como creación del mismo.
- John Dee y sus profecías son la clave del videojuego ZombiU, relacionando sus escritos con el apocalipsis zombi, asimismo da pistas sobre como acabar con dicha plaga.